# 王坚 (1948年)
王坚（1948年—），江西寿新人，中华人民共和国政治人物。

## 生平
1968年至1972年，在江西省军区生产建设兵团务农。1972年至1978年，在江西省南昌市柴油机厂装配车间当工人。1978年入江西省工业大学饥械系学习，1982年毕业后，任中国机械设备进出口总公司江西分公司副科长、副经理。1986年后，任民建中央联络部副部长，中国民主建国会第五届中央委员，第七届全国政协委员。